# Cristovam Roberto Ribeiro da Silva
Cristovam Roberto Ribeiro da Silva (sinh ngày 25 tháng 7 năm 1990), thường được biết với tên Cristovam, là một cầu thủ bóng đá Brasil defender thi đấu cho Suwon Samsung Bluewings cho mượn từ Paraná.

## Sự nghiệp câu lạc bộ
Ngày 27 tháng 6 năm 2013, FK Senica ký hợp đồng với Cristovam cùng đồng đội của anh Hiago theo dạng cho mượn 1 năm với điều khoản mua đứt từ từ câu lạc bộ Brasil Arapongas. Anh có màn ra mắt cho FK Senica ngày 13 tháng 7 năm 2013 trước FC Spartak Trnava, Senica đánh bại Spartak Trnava 2-1. Ngày 29 tháng 12 năm 2017, Cristovam gia nhập câu lạc bộ tại K League 1 Suwon Samsung Bluewings.